# Antonio Pinto Salinas
Antonio Pinto Salinas is een gemeente in de Venezolaanse staat Mérida. De gemeente telt 27.800 inwoners. De hoofdplaats is Santa Cruz de Mora.